# ジュバラ人
ジュバラ人（アラビア語: جبالة）は、モロッコ北部にいる民族である。ジュバラとはアラビア語で山の住人という意味である。ジュバラ人の大半はベルベル人を祖先とする。10世紀から15世紀の間にアラビア語を受け入れていった。先ヒラル方言に属するアラビア語ジュバラ方言を話す 。先ヒラル方言は非ヒラル方言とも呼ばれ、バヌーヒラルがくる以前のアラビア語の方言である。